# Morti nel 1668
| Questa pagina contiene informazioni ricavate automaticamente dalle voci biografiche con l'ausilio del template Bio e di un bot. L'aggiornamento è periodico e automatico e ricostruisce completamente la pagina. Se manca una persona in questa lista, sei pregato di non aggiungerla, ma accertati piuttosto che la sua voce biografica contenga il template Bio e che i dati anagrafici siano correttamente compilati. Se il template Bio manca, inseriscilo tu stesso o, in alternativa, metti l'avviso {{tmp\|Bio}} che ne segnala la mancanza. Se i dati riportati sono sbagliati, correggi direttamente la voce biografica; le modifiche saranno visibili in questa lista entro pochi giorni. Per chiarimenti vedi il progetto biografie. La lista contiene solo le 78 persone che sono citate nell'enciclopedia e per le quali è stato implementato correttamente il template Bio. Pagina aggiornata al 7 gen 2025. |

## Gennaio(8)
- 4 gennaio - Giovanni Antonio Lupi, vescovo cattolico italiano (n. 1598)
- 6 gennaio - Maddalena Sibilla di Sassonia, principessa (n. 1617)
- 6 gennaio - Luis de Benavides Carrillo, generale e politico spagnolo (n. 1608)
- 12 gennaio - Jean Bourdon, funzionario francese (n. 1601)
- 15 gennaio - Johannes Goedaert, incisore, pittore e naturalista olandese (n. 1617)
- 16 gennaio - Charles Alphonse Du Fresnoy, pittore e scrittore francese (n. 1611)
- 22 gennaio - Giovanni Battista Maria Pallotta, cardinale italiano (n. 1594)
- 31 gennaio - Hermann Busenbaum, gesuita e teologo tedesco (n. 1600)

## Febbraio(4)
- 2 febbraio - Antonio del Castillo y Saavedra, pittore spagnolo (n. 1616)
- 8 febbraio - Alessandro Tiarini, pittore italiano (n. 1577)
- 18 febbraio - Girolamo Farnese, cardinale italiano (n. 1599)
- 21 febbraio - John Thurloe,  britannico (n. 1616)

## Marzo(3)
- 7 marzo - Odoardo Ceccarelli, tenore, compositore e scrittore italiano
- 20 marzo - Nicolas Mignard, pittore e incisore francese (n. 1606)
- 29 marzo - Luis de Guzmán Ponce de Leon, generale e politico spagnolo (n. 1605)

## Aprile(3)
- 7 aprile - William Davenant, poeta e drammaturgo britannico (n. 1606)
- 14 aprile - Robert Giffard, chirurgo francese (n. 1587)
- 21 aprile - Jan Boeckhorst, pittore tedesco

## Maggio(5)
- 2 maggio - Jan Baptist van Deynum, pittore fiammingo (n. 1620)
- 8 maggio - Maria Caterina di Sant'Agostino, religiosa francese (n. 1632)
- 19 maggio - Philips Wouwerman, pittore e disegnatore olandese (n. 1619)
- 21 maggio - Francesco Campitelli, nobile e politico italiano (n. 1596)
- 26 maggio - Giovanni Giuda Giona Battista, ebraista e diplomatico italiano (n. 1588)

## Giugno(3)
- 1º giugno - Guidobaldo Thun, cardinale e arcivescovo cattolico austriaco (n. 1616)
- 21 giugno - Agostino Castelvì, politico e militare italiano
- 26 giugno - Giovanni Ambrogio Marini, scrittore italiano (n. 1596)

## Luglio(1)
- 21 luglio - Manuel de los Cobos y Luna, politico italiano

## Agosto(6)
- 2 agosto - Annibale Gonzaga, militare italiano (n. 1602)
- 5 agosto - Antonio Annibale Nasini, pittore italiano (n. 1631)
- 9 agosto - Jacob Balde, gesuita, poeta e latinista tedesco (n. 1604)
- 11 agosto - Johann Marquart, giurista tedesco (n. 1610)
- 23 agosto - Artus Quellinus il Vecchio, scultore fiammingo (n. 1609)
- 25 agosto - Eleonora Gonzaga, religiosa italiana (n. 1586)

## Settembre(4)
- 7 settembre - Lucas Bueno, vescovo cattolico spagnolo
- 15 settembre - Isaac Habert, teologo e vescovo cattolico francese
- 15 settembre - Jan Miense Molenaer, pittore olandese
- 16 settembre - Paolo Emilio Rondinini, cardinale e vescovo cattolico italiano (n. 1617)

## Ottobre(3)
- 2 ottobre - Jean Daret, pittore e incisore francese (n. 1614)
- 13 ottobre - Algernon Percy, X conte di Northumberland, militare inglese (n. 1602)
- 23 ottobre - Giovanni Rovetta, presbitero e compositore italiano

## Novembre(4)
- 6 novembre - Claude Picot, abate francese (n. 1614)
- 12 novembre - Giovanni Battista Lorenzetti, pittore italiano
- 15 novembre - Camilla Virginia Savelli Farnese, religiosa italiana (n. 1602)
- 21 novembre - Adolfo Guglielmo di Sassonia-Eisenach, nobile (n. 1632)

## Dicembre(7)
- 3 dicembre - William Cecil, II conte di Salisbury, nobile e politico britannico (n. 1591)
- 8 dicembre - Ramiro Felipe Núñez de Guzmán, politico spagnolo (n. 1600)
- 9 dicembre - Filippo Briezio, gesuita, storico e cartografo francese (n. 1601)
- 11 dicembre - Mademoiselle Du Parc, attrice teatrale e ballerina francese (n. 1633)
- 12 dicembre - Girolamo Ghilini, storico e presbitero italiano (n. 1589)
- 15 dicembre - Ignazio d'Amico, vescovo cattolico italiano
- 24 dicembre - Francisco de Orozco, generale e politico spagnolo (n. 1605)

## Senza giorno specificato(27)
- Teresa Sampsonia, nobile persiana (n. 1589)
- Giulio Benso, pittore italiano (n. 1592)
- Joshua ben Israel Benveniste, rabbino e medico turco (n. 1590)
- Carlo Caproli, violinista e compositore italiano (n. 1614)
- Carlo D'Aprile, scultore, decoratore e architetto italiano (n. 1621)
- Gerolamo De Franchi Toso, doge (n. 1585)
- Willem van Diest, pittore e disegnatore olandese
- John Exton, magistrato inglese (n. 1600)
- Jacopo Gaddi, poeta e scrittore italiano (n. 1600)
- Melchiorre Gherardini, pittore italiano (n. 1607)
- Demetrio di Guria, re
- Robert van den Hoecke, pittore, incisore e architetto fiammingo (n. 1622)
- Alexander Huish, presbitero e biblista inglese (n. 1594)
- Muzio Mattei, generale italiano
- Gerard van Opstal, scultore fiammingo
- Chevalier du Plessis, pirata francese
- Vasilij Danilovič Pojarkov, esploratore russo
- Henry Power, medico britannico (n. 1623)
- Bonaventura Rubino, francescano e compositore italiano (n. 1600)
- Giulio Sauli, doge (n. 1578)
- Francesco Sbarra, drammaturgo italiano (n. 1611)
- Cesare Sermei, pittore italiano
- Johan Sinnich, teologo irlandese (n. 1613)
- Vakhtang Tchutchunashvili, re
- Placido Titi, monaco cristiano e astronomo italiano (n. 1603)
- Yamada Arinaga, militare giapponese (n. 1578)
- Adriaen de Bie, pittore e incisore fiammingo (n. 1593)